# 1942 (роман)
1942 — роман в жанрі альтернативної історії, написаний Робертом Конроєм. Роман був вперше опублікований як електронна книга Ballantine Books 24 лютого 2009 року, а в березні 2009 року в тому ж видавництві вийшло видання у твердій палітурці. Роман отримав премію Sidewise Award за альтернативну історію 2009 року.

## Сюжет
Після нападу на Перл-Гарбор, який був набагато успішнішим, ніж насправді, роман зображує вигадане японське вторгнення та завоювання Гаваїв наприкінці 1941 року та наступну боротьбу Сполучених Штатів за повернення островів у 1942 році. В романі досліджується як військові, політичні, так і соціальні наслідки цієї перемоги для Сполучених Штатів, показуючи героїзм і боротьбу американського народу за відновлення своєї позиції у війні. Книга поєднує елементи військової стратегії, політичної драми та людських історій у світі, який пішов іншим шляхом.